# Szajjid Kutb
Szajjid Kutb (1906. október 9. – 1966. augusztus 29.) egyiptomi író, tanár, iszlám teoretikus, költő, a Muszlim Testvériség egyiptomi szervezetének vezetőségi tagja az 1950-es és 1960-as években, a modern iszlamizmus elméleti alapjainak egyik kidolgozója.
1966-ban bűnösnek találták a Gamal Abden-Nasszer egyiptomi elnök elleni összeesküvésben és kivégezték. 24 könyv szerzője, amelyek közt úgy novellák, irodalmi művek is szerepelnek, mint kritikák és tankönyvek, de a muszlim világban leginkább az iszlám társadalmi és politikai szerepét érintő műveivel tűnt ki. Különösen jelentős a Társadalmi igazságosság és a Mérföldkövek (Ma'alim fi al-Tariq) c. munkája, illetve fő műve, a Korán árnyékában, amely a Korán kommentárjait tartalmazza 30 kötetben.
Élete első felében szoros kapcsolatot tartott fenn befolyásos politikusokkal, értelmiségiekkel, költőkkel és ismert irodalmi alakokkal. Az 1940-es évek közepére számos írása iskolák, főiskolák és egyetemek hivatalos tantervének része lett.
Bár Kutb legtöbb munkája és kritikája a muszlim világot érintette, ismert volt arról, hogy erőteljesen elítélte az Amerikai Egyesült Államok kultúráját, társadalmi viszonyait. Úgy vélte, az USA társadalma testesíti meg leginkább azt az elvakult istentelenséget, erőszakot és szexuális kicsapongást, amely az iszlám előtti sötét korszakot, a dzsáhilijját, a pogányság korát jellemezte. Ugyanez az erkölcsi züllés kezdetei láthatók az arab világban is, amennyiben vezetői csökkentik a vallás szerepét a közéletben, és a hitéletet a négy fal közé szorítják. Ahogy Nasszer és az általa megteremteni kívánt nacionalista-szocialista társadalomban az emberek a nemzetet, pártot, szocializmust tekintik bálványuknak, úgy imádták az iszlám előtt a pogányok a kőből készült bálványokat.
Ideológiájának alapja a Korán mindenhatósága (a „Korán a mi alkotmányunk”), a saría bevezetésének szükségessége, a harcos dzsihád támadó jellegének hangsúlyozása. Műveiben szükségesnek tartja a totális iszlám állam létrehozását. A dzsáhilijja jegyeit felmutató, akár muszlim vezetésű társadalmakat erővel le kell rombolni, mint ahogy Mohamed tette az ő idejében, hogy később az új iszlám állam felépülhessen. Elődjeitől a pakisztáni Maulala Maudúditól, az egyiptomi Hasszán al-Bannától eltérően az iszlamizmus nemcsak a Korán alapján felépített elméleti alapjait bővítette, hanem kidolgozta a hatalom megszerzésének a koncepcióját is. Ez később rengeteg hívet szerzett számára a muszlim fiatalság akkoriban radikalizálódó körében is.
Kutb megítélése igen változatos. Követői szerint Kutb az iszlám egyik nagy gondolkodója, a kortárs iszlamizmus legbefolyásosabb ideológusa, egyben mártírja. A nyugati megfigyelők közül is sokan úgy vélik, hogy ő a modern, harcos iszlám ideológia egyik megteremtője. Sokan úgy tartják, hogy Kutb munkáiból merítenek inspirációt az iszlám fanatikusok különböző csoportjai, például az al-Káida is. Nézeteit, ideológiáját kutbizmus néven is említik.

## Élete
1906. október 9-én született a felső-egyiptomi Asjut tartományban fekvő Musa faluban. Apja földbirtokos, aki ismert volt politikai aktivitásáról és közéleti tevékenységéről. Heti rendszerességgel szervezett találkozókat, ahol társaival megvitatták a politika időszerű eseményeit, és a Koránt magyarázták. A fiatal Kutbra nagy hatással volt a vallásos szöveg dallamos felolvasása, ami a későbbiekben személyiségének művészi oldalát határozta meg.
Már tizenéves korában bírálta azokat a vallási intézményeket, amelyekkel kapcsolatba került, mivel úgy vélte, ezek túlzó módon befolyásolják a közvéleményt. Különösen megvetette a kizárólag a vallási tárgyakra specializálódott iskolákat, és azt próbálta bizonyítani, hogy sokkal hasznosabbak a kiegyenlítettebb programmal rendelkező iskolák, ahol az általános oktatás mellett oktatnak csak a vallási tárgyakat. Ebben az időszakban alakult ki az imámok és az általuk képviselt tradicionális oktatással szembeni ellenérzése, ami egész életét végigkísérte. 1929-ben Kairóba költözött, ahol 1932-ig angol rendszerű oktatásban részesült, majd állást kapott az állami oktatási minisztériumban mint tanár.
Karrierje kezdetét az irodalmi életnek szentelte, szerzőként és kritikusként szerzett hírnevet. Megjelentette Asvak (Tövisek) c. regényét, egyúttal megismertette az olvasóközönséggel a későbbi Nobel-díjas regényírót Nagíb Mahfúzt. 1939-ben állást kapott az Egyiptomi Oktatási Minisztériumban.
1948-1950-ig ösztöndíjjal az Egyesült Államokban járt, ahol tanulmányozta az ottani oktatási rendszert. Ez idő alatt eltöltött néhány hónapot a coloradói Greeley-ben, a Colorado State College of Education (jelenleg a University of Northern Colorado) intézményben. Ekkoriban született első jelentős elméleti munkája, a Szociális törvények az iszlámban (Al-'adala al-Idzstima'ijja fi-l-Iszlám).
Bár a vallás sok megnyugvást adott számára, egész életében egészségügyi problémákkal küzdött, többek között légúti megbetegedések miatt panaszkodott. Ismert volt zárkózott, depressziós természetéről. Nyugati életvitele ellenére mélységesen hitt a Korán tanításaiban, talán ez az oka annak is, hogy élete során nem nősült meg. Hitt abban, hogy – ahogy a Koránban olvasni – „a férfiak a női ügyek vezetői”. Mint olvasóinak panaszkodott, soha nem talált olyan nőt, aki az ő igényeinek megfelelő erkölcsi tisztasággal és diszkrécióval rendelkezett volna.
Meglátogatta a nagyobb városokat Amerikában, és több időt eltöltött Amerikából hazafelé menet az európai nagyvárosokban is. Hazatérve Egyiptomba megjelentette Amerika, ahogy láttam című könyvét, amelyben kritikával szemlélte az Egyesült Államok társadalmát, a materializmust, vizsgálta az egyéni szabadságjogokat, a gazdasági rendszert, elítélte a rasszizmust, az emberi kapcsolatok, a barátságok és beszélgetések felületességét, tanulmányozta a nyugati házasságjogokat. Rosszallotta, hogy hogy az emberek inkább a sportért lelkesednek, és nem a művészi érzéseket helyezik előtérbe. Kritizálta a nemek – úgymond – állatias keveredését, amely „még a templomokban is megfigyelhető”. Akkori ideológiai világnézetére jellemző, hogy határozottan támogatta az új izraeli állam létrejöttét.Az amerikai társadalom tanulmányozása során Kutb arra a következtetésre jutott, hogy az amerikai élet primitív. Számára a nyugati társadalom szabadossága – mint vallja – sokkoló volt. A nép Amerikában már csak színleg és fásultan hisz a vallásban, nem becsüli a művészeteket és a szellemi értékeket.

„Egy részeg nő röviddel az 1948-as amerikai megérkezését követően megpróbálta őt elcsábítani. Kutb megdöbbent azon, hogy az amerikai férfiak milyen nagy szabadságot adnak az asszonyaiknak. A templomokat úgy írta le, mint „szórakoztató központok és szexuális játékterek”. Két és fél éves tartózkodása alatt teljesen megundorodott a nyugati civilizációtól. Az a meggyőződés alakult ki benne, hogy az amerikaiak durvák és buták, mégpedig azért mert szekularizáltak. Ehhez a gondolathoz a coloradoi Greeley város egyházi gyülekezetének estélyén jutott, melyre őt is meghívták. Kutb a Jelek az út mentén című traktátusában sötét lyuknak nevezte a helyet, tele degeneráltakkal. Amikor az estélyen feltették a lemezjátszóra a Baby It‘s Cold Outside című népszerű dalt: „A tánc fokozódott. A helyiségben lendültek a lábak... a kezek kezeket öleltek, az ajkak az ajkakhoz közelítettek... és az atmoszféra tele volt szerelemmel“. Az Amerika, ahogyan én láttam című könyvében Kutb a városi birkózómeccsek népszerűségében az amerikai férfiak „állatias“ természetének megnyilvánulását látta: „Ez a primitivizmus akkor nyilvánul meg, ha látjuk azokat a szurkolókat, akik egy footballmeccset néznek... vagy boxmeccset vagy véres, rettenetes birkózómeccseket [pankrációt]... Ez a látvány nem hagy kétséget azok érzéseinek a primitivizmusát illetően, akiket lenyűgöz az izomerő és akik ilyesmire vágynak“.”

Részben amerikai tapasztalatai adtak lendületet a nyugati értékek elutasításához, majd visszatérve Egyiptomba már az iszlamizmus áramlataival szimpatizált. Lemondott közszolgálati funkcióiról és már a korai 1950-es években csatlakozott a Muszlim Testvériséghez. Hamarosan a heti megjelenésű Al-Ikhván al-Muszlimin című újság szerkesztőségi vezetője, majd a Muszlim Testvériség vezető propagandistája lett, később a szervezet legmagasabb szintjén, az irányító tanácsában látott el vezető szerepet.
1952 júliusában az egyiptomi nyugatbarát kormányt megbuktatta a nacionalista Szabad Tisztek Mozgalma, élén Gamal Abdel-Nasszerrel. Kutb és a Muzulmán Testvériség üdvözölte a monarchista kormány elleni puccsot, hiszen a megbuktatott kormányt iszlámellenesnek és a brit imperializmusnak behódoló rendszernek tartotta. Közvetlenül a puccs után, mivel szorosabb kapcsolatot igyekezett felvenni a mozgalom tagjaival, Nasszer felkereste Kutbot és forradalom utáni ötleteiről kérdezte. A Testvériség számos tagja egy iszlám kormány létrejöttét támogatta, azt várták, hogy Nasszernek is hasonló elgondolásai lesznek a jövőre nézve. Ugyanakkor az együttműködés a Testvériség és a Szabad Tisztek között hamar megromlott, mert világossá vált, hogy a nasszerizmus világi, nacionalista ideológiája összeegyeztethetetlen a Testvériség iszlamista felfogásával.
Köztudott volt, hogy a Testvériség széles körű szociális programjai révén népszerű Egyiptomban, és úgy tűnt, Nasszer kész ezeket támogatni. Ekkor Kutb még nem vette észre, hogy Nasszernek alternatív tervei vannak a Testvériséggel kapcsolatban és továbbra is találkozott vele. Néha napi 12 órán át tárgyaltak, hogy megvitassák a monarchia utáni Egyiptomot érintő társadalmi kérdéseket. Miután Kutb rájött, hogy Nasszer kihasználta a Szabad Tisztek és a Testvériség közötti titkos megbeszéléseket, azonnal megszakította Nasszerrel fenntartott kapcsolatát. Nasszer több funkciót is felajánlott kormányában Kutbnak, aki azokat rendre visszautasította.
Amikor nyilvánvalóvá vált, hogy Nasszer nem tervezi a Testvériség által támogatott iszlám ideológia állami szintű támogatását, 1954-ben Nasszer meggyilkolását tervezték. A kísérlet azonban meghiúsult, és Kutb börtönbe került. Az egyiptomi kormány ezt az esetet felhasználta arra, hogy igazolja rajtaütéseit a Muzulmán Testvériségen, ezzel félemlítse meg a saját adminisztrációján belüli ellenzéket.
Börtönbüntetése első három évében Kutb körülményei meglehetősen rosszak voltak, többek között megkínozták, később azonban több mozgásteret kapott és megengedték neki, hogy írjon.
Ebben az időszakban született Kutb két legfontosabb műve, a Korán árnyékában, és a politikai iszlám manifesztumának tekinthető Mérföldkövek.
Ezek a művek letisztult formában foglalják össze Kutb antiszekuláris és nyugatellenes gondolatait, amelyek alapja a Korán, az iszlám történelem, valamint Egyiptom társadalmi és politikai problémáinak radikális értelmezése. Ez a felfogás vált később Kutbizmus néven ismertté.
Kutb 1964 végén szabadult a börtönből az iraki miniszterelnök, Abdul Szálam Arif nyomatékos kérésére. 8 hónap múlva azonban ismét letartóztatták, azzal vádolva, hogy részt vett egy kormány elleni összeesküvésben. Letartóztatásának valódi célja azonban egy koncepciós per kiállítása volt. Sok vádat, amit Kutb ellen felróttak, saját írásaiból vettek, elsősorban a Mérföldkövek c. művéből, amelynek megállapításaihoz végsőkig ragaszkodott. A per csúcspontján Kutbot hat Muszlim Testvériségbeli társával együtt halálra ítélték. Az indoklásban Kutb felbujtóként, vezetőként szerepelt az egyiptomi elnök és más kormányhivatalnokok megölésére szervezett csoportban, ám valójában ebben nem játszott szerepet.
1966. augusztus 29-én felakasztották.

### Politikai nézetei
Szajjid Kutb politikai nézeteinek központjában az iszlám áll. Az iszlám, amely önmagát komplex erkölcsi politikai rendszerként határozza meg, amelynek központi törvénye a saría az iszlám életforma, életmód, az Isten által előírt viselkedés, erkölcsi vezető elv, az a törvény, ami a kormányzástól a mindennapi élet minden szegmensét behálózza, és vezérli.
Kutb politikai filozófiáját többen úgy jellemezték, mint egyfajta törekvést egy komplex eszkatologikus elképzelés megvalósítására, mely részben a hagyományos iszlám univerzalizmus hegemóniaellenes újrafogalmazásában gyökeredzik.
Az 1952 puccsot követően már azt vallotta, hogy egyedül a diktatúra lehet az a társadalmi forma, amelyik előírhat bizonyos politikai szabadságjogokat az erkölcsös élet számára. Később azt írta, hogy a saría bevezetése esetén lényegében nem lesz szükség minden, a jelenlegi kormányzat rendelkezésére álló eszközre. Egy korábbi munkájában Kutb úgy jellemezte a katonai dzsihádot, mint aminek az iszlám hadjáratokban az a célja, hogy megvédje az iszlám államot, Qutb, míg később már hitt a dzsihád támadó szerepében is.
Az iszlám kormányzás kérdésében Kutb nézetei sok modern és reformista muszlim gondolkodótól különböztek. Ők azt állították, hogy az ősi iszlám maga is demokrácia volt, mivel a Korán versei (szúrák) támogatják választásokat és a demokráciát. Kutb rámutatott arra, hogy a Korán ezt alátámasztó szúrái (versei) Mohamed mekkai időszaka alatt keletkeztek, ezért ezek nem is foglalkoznak magával a kormányzás témakörével. A Korán konkrétan nem tesz említést a választásokról, és csak annyiban köthető a demokrácia eszméjéhez, amennyiben az uralkodót kéri, hogy konzultáljon néhány alattvalójával, de nem írja elő általános szabályként azt.
Kutb ellenezte az arab nacionalizmus akkoriban népszerű ideológiáját, és fokozatosan kiábrándult az 1952-es nasszeri forradalom eszméiből, főleg, hogy látta a rezsim gyakorlatát az önkényes letartóztatásokat, kínzásokat és halálos erőszakot saját fogsága idején.

### Antiszemitizmusa
Kutb rendíthetetlen antiszemita volt. 1950-ben megjelent könyve az "Our Struggle against the Jews" máig az iszlám antiszemita gondolkodás fontos részét képezi.

### Politikai hagyatéka
Olyan neves iszlám teoretikusok mellett, mint Maulana Maudúdi, Haszan al-Banna és Ruholláh Homeini, Kutbot tartják a modern kor egyik legbefolyásosabb muzulmán gondolkodójának illetve aktivistájának, nem csak az elméleti munkái miatt, hanem mert mártírnak tekintik. Iszlamológusok, mint Daniel Benjamin és Steven Simon szerint „Szajjid Kutb, a modern iszlamizmus központi elemévé tette a Kháridzsiták hitvallását, ötvözte Takfir, ibn Tajmijja fatváit és politikai nézeteit, Rashid Rida szalafizmusát, Maudúdi koncepcióját a kortárs dzsáhilijjáról és Hassan al-Banna politikai aktivizmusát”.
Kutb művei jelenleg is széles körben elérhetők, több nyugati nyelvre is lefordították azokat. Legismertebb munkája a Ma'alim fi-l-Tariq (Mérföldkövek), de Kutb ideológiájának elméleti alapjai megtalálhatók a mintegy 30 kötetes Korán kommentárjaiban, Fi zilal al-Korán (A Korán árnyékában) c. írásaiban is.
Gondolatai hatással voltak olyan, a jelenlegi iszlám ideológusokat foglalkoztató kérdések megítélésére, mint a nyugatiasodás, a muszlim társadalmak korszerűsítése, valamint a politikai reformok és elméletek elkerülhetetlen ideológiai konfliktusa az „iszlám és a Nyugat” (lásd civilizációk összecsapása) viszonyában. Kialakította , a nemzetközi umma (muszlim közösség) fogalmát, valamint a dzsihád egy átfogóbb, általánosabb értelmezését.

### Kutb és az al-Káida
Kutb befolyással volt az iszlám felkelésekre és terrorcsoportokra Egyiptomban és a világ számos táján. Hatott az al-Káida terrorcsoportra, főleg testvére, Muhammad Kutb révén, aki Szaúd-Arábiába költözött miután kiengedték a börtönből. Ott szerkesztette és adta ki Szajjid Kutb könyveit és mint az Iszlám tanulmányok professzora a mekkai Umm al-Qura Egyetemen tanított, és Oszáma bin Láden vagy Ajman az-Zaváhiri (az al-Kaida 2. számú vezető teoretikusa) is a tanítványa volt. Néhány iszlamológus (például a Creighton Egyetem történésze John Calvert), úgy véli, az al-Káida kisajátította és eltorzította Kutb eredeti gondolatait és hozzájárulását a modern iszlamizmushoz.

## Fordítás
- Ez a szócikk részben vagy egészben  a   Sayyid Qutb című angol Wikipédia-szócikk ezen változatának fordításán alapul.  Az eredeti cikk szerkesztőit annak laptörténete sorolja fel. Ez a jelzés csupán a megfogalmazás eredetét és a szerzői jogokat jelzi, nem szolgál a cikkben szereplő információk forrásmegjelöléseként.